# Girmawit Gebrzihair
Girmawit Gebrzihair (* 21. November 2001) ist eine äthiopische Leichtathletin, die sich auf den Straßenlauf spezialisiert hat.

## Sportliche Laufbahn
Erstmals auffallen konnte Gebrzihair im Jahr 2017, als sie im Alter von 14 Jahren beim Great Ethiopian Run mit einer Zeit von 32:33 min den 2. Platz der Frauen belegte. Diese Leistung entspräche in der Allzeitbestenliste der weiblichen U20-Athleten über 10 km dem 47. Platz.
2018 gewann sie bei den Äthiopischen Jugendmeisterschaften in der U20 über 5000 Meter in 15:48,81 min den 1. Platz und einen Tag später über 3000 Meter den 3. Platz. Im Juli nahm sie im Alter von 16 Jahren dann bei den U20-Weltmeisterschaften in Tampere teil und belegte dort hinter Beatrice Chebet und Ejgayehu Taye den 3. Platz in 15:34,01 min. Infolgedessen gab es eine Debatte auf dem sozialen Netzwerk Twitter, bei der es Zweifel an der Richtigkeit von Gebrzihairs Alter gab. Unter anderem schrieb der spanische Sprinter Oscar Husillos, dass ihre [Gebrzihairs] Enkel zuschauen würden, wie sie die U20-Meisterschaften läuft. Nachdem dessen Aussagen aber starke Kritik erlangten, erklärte der Spanier, dass diese teilweise missverstanden wurde und eher zum Spaß gemeint waren.
2019 belegte Gebrzihair den fünften Platz im U20-Rennen bei den Crosslauf-Weltmeisterschaften. Im Juli wurde sie Achte über 10.000 Meter bei den äthiopischen Qualifikationswettkämpfen für die Weltmeisterschaften in Doha.
Für die Jahre 2020 und 2021 ist in Gebrzihairs World Athletics Profil kein einziger Wettkampf verzeichnet.
Im Januar 2022 lief Gebrzihair beim Great Ethiopian Run in einer Zeit von 31:29 min auf den zweiten Platz hinter Yalemzerf Yehualaw. Am 19. Februar lief sie beim RAK-Halbmarathon in 1:04:14 h neuen Streckenrekord. Diese Zeit ist außerdem die viertschnellste von einer Frau gelaufene Zeit über den Halbmarathon jemals. Im Mai lief Gebrzihair bei der Doha Diamond League auf den 5. Platz über 3000 m in 8:41,88 min.

## Erfolge
- Platz 2 über 10 km beim Great Ethiopian Run 2017
- Platz 3 im 5000-Meter-Lauf bei den U20-Weltmeisterschaften 2018
- Platz 5 im 6-km-Lauf der Juniorinnen bei den Crosslauf-Weltmeisterschaften 2019
- Platz 2 über 10 km beim Great Ethiopian Run 2022
- Platz 1 beim RAK-Halbmarathon 2022